# سیارک ۱۷۷۸۵
سیارک ۱۷۷۸۵ (به انگلیسی: 17785 Wesleyfuller، نامگذاری:1998FX35) هفده هزار و هفتصد و هشتاد و پنجمین سیارک کشف شده‌است که در ۲۰ مارس ۱۹۹۸ کشف شد.
قدر مطلق سیارک برابر ۱۳.۵ است.